# Ратаковски, Эмили
Э́мили О’Ха́ра Ратако́вски (англ. Emily O'Hara Ratajkowski (/ˌrætəˈkaʊski/); род. 7 июня 1991, Вестминстер, Большой Лондон) — американская модель и актриса.

## Ранние годы
Родилась в лондонском районе Вестминстер; её родители — Кэтлин Балгли (англ. Kathleen Balgley), еврейка и Джон Дэвид «Джей Ди» Ратаковски (англ. John David «J.D.» Ratajkowski), польский католик — оба родились в США. Кэтлин Балгли, работавшая преподавателем английского языка в рамках программы Фулбрайта, познакомилась с художником, у которого училась рисованию в Академии Сан-Диегито (англ.). На момент рождения дочери ей было 39, а ему 45 лет. В браке они не состояли. Эмили была их единственным ребёнком. Свою мать Эмили охарактеризовала как «феминистку и интеллектуалку».
Семья жила в Западном Кенсингтоне и Блумсбери. Когда Эмили было 5 лет, они переехали в США и обосновались в Сан-Диего, Калифорния. Её детство проходило прежде всего в соседнем городе Энсинитасе, в маленьком домике у океана. Балгли ранее преподавала в Калифорнийском политехническом университете (англ.). В детстве Эмили также побывала во многих частях Европы, долгое время жила в Бантри, Ирландия, и на Мальорке в Испании. Впоследствии каждое лето она подолгу жила в Ирландии, пока не стала моделью с полной занятостью.
В 14 лет подписала контракт с модельным агентством Ford Models. Совмещала учёбу в школе в Сан-Диего (Калифорния) с работой модели в Лос-Анджелесе. После школы поступила в Калифорнийский университет в Лос-Анджелесе, где проучилась год, изучая изобразительное искусство, после чего решила полностью посвятить себя модельной карьере.

## Карьера
После заключения контракта с Ford Models работала с брендами одежды Forever 21 и Nordstrom, но стала известной как модель после съёмки нескольких фотосессий с фотографом Тони Дюраном. В 2009—2010 году Эмили снималась в сериале «АйКарли» на Nickelodeon, где исполняла роль Таши.
В августе 2012 года вместе с Сарой Джин Андервуд снялась в рекламе сети фастфуда Carl’s Jr. В 2013 году снялась в двух музыкальных клипах: «Blurred Lines» Робина Тика и «Love Somebody» группы Maroon 5. Съёмка топлес в «Blurred Lines» принесла ей широкую известность. Портал YouTube изначально заблокировал откровенную версию клипа, но позже вернул её.
После этого стала больше сниматься и появилась обнажённой на обложке журнала treats!, что связывала со съёмкой в двух нашумевших клипах. Она работала с такими фотографами, как Тони Келли, снимавшим её для обложки турецкого варианта журнала GQ.
В ноябре 2021 года выпустила сборник эссе «Моё тело», в котором рассказывает о становлении своей карьеры. В книге поднимаются актуальные проблемы семейных отношений, сексизма и объективизации женщин.

## Личная жизнь
23 февраля 2018 года, после нескольких недель отношений, вышла замуж за актёра и продюсера Себастьяна Бир-Маккларда. 8 марта 2021 года у пары родился сын Сильвестер Аполло Бир-Макклард. В 2022 году развелась.

## Фильмография

### Кино и телевидение
| Год       |     | Русское название           | Оригинальное название   | Роль              |
| --------- | --- | -------------------------- | ----------------------- | ----------------- |
| 2004      | кор | Изменение Эндрю            | Andrew’s Alteration     | молодая девушка   |
| 2005      | ф   | Год и день                 | A Year and a Day        | девушка           |
| 2009—2010 | с   | АйКарли                    | iCarly                  | Таша              |
| 2014      | ф   | Исчезнувшая                | Gone Girl               | Энди              |
| 2014—2017 | с   | —                          | Love Advent             | камео             |
| 2015      | ф   | Антураж                    | Entourage               | камео             |
| 2015      | с   | Трофеи перед смертью       | The Spoils Before Dying | агент Дэй         |
| 2015      | ф   | 128 ударов сердца в минуту | We Are Your Friends     | Софи              |
| 2016      | с   | Проще простого             | Easy                    | Элисон Лизовска   |
| 2018      | ф   | Круиз                      | Cruise                  | Джессика Вайнберг |
| 2018      | ф   | Красотка на всю голову     | I Feel Pretty           | Мэллори           |
| 2018      | ф   | Невидимка                  | In Darkness             | Вероника          |
| 2018      | ф   | Идеальная западня          | Welcome Home            | Кэсси Райерсон    |
| 2019      | ф   | Искусство обмана           | Lying and Stealing      | Элиз              |

### Музыкальные клипы
| Год  | Исполнитель                            | Название        |
| ---- | -------------------------------------- | --------------- |
| 2012 | Maroon 5                               | «Love Somebody» |
| 2013 | Робин Тик feat. Фаррелл Уильямс & T.I. | «Blurred Lines» |
| 2016 | Дима Билан                             | «Неделимые»     |
| 2024 | Travis Scott                           | I KNOW ?        |